# مقاطعة عسلوية

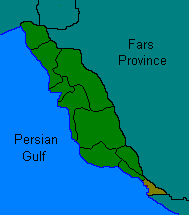
مقاطعة عسلويه في محافظة بوشهر

مقاطعة عسلويه (بالفارسية: شهرستان عسلویه) هي إحدى مقاطعات محافظة بوشهر الإيرانية اسس ینایر 2013 میلادی. مركز المقاطعة هو مدينة عسلوية. يبلغ عدد السكان حوالي 54,000 نسمة، من الفرس و العرب ایضا ويتكلمون بلغة الفارسية والعربية.